# Vincitori dei tornei mondiali di pallavolo
Questa lista tiene conto dei vincitori dei tornei pallavolistici mondiali, vale a dire 
Giochi olimpici, 
Mondiali maschili, 
Mondiali femminili, 
Coppa del Mondo maschile, 
Coppa del Mondo femminile, 
World League di pallavolo, 
World Grand Prix, 
Grand Champions Cup maschile, 
Grand Champions Cup femminile,
Volleyball Nations League maschile,
Volleyball Nations League femminile, 
World Top Four maschile, 
World Top Four femminile, 
World Super Challenge maschile e 
World Super Challenge femminile.
Sono quindi escluse le competizioni continentali o quelle inserite in manifestazioni multisportive zonali (Giochi del Mediterraneo, Giochi panamericani ecc.)

## Maschile
| Anno | Manifestazione                                 | Organizzatore         | Vincitore        | Seconda             | Terza               |
| ---- | ---------------------------------------------- | --------------------- | ---------------- | ------------------- | ------------------- |
| 1949 | Campionato mondiale maschile di pallavolo 1949 | Cecoslovacchia        | Unione Sovietica | Cecoslovacchia      | Bulgaria            |
| 1952 | Campionato mondiale maschile di pallavolo 1952 | Unione Sovietica      | Unione Sovietica | Cecoslovacchia      | Bulgaria            |
| 1956 | Campionato mondiale maschile di pallavolo 1956 | Francia               | Cecoslovacchia   | Romania             | Unione Sovietica    |
| 1960 | Campionato mondiale maschile di pallavolo 1960 | Brasile               | Unione Sovietica | Cecoslovacchia      | Romania             |
| 1962 | Campionato mondiale maschile di pallavolo 1962 | Unione Sovietica      | Unione Sovietica | Cecoslovacchia      | Romania             |
| 1964 | Olimpiadi di Tokyo 1964                        | Giappone              | Unione Sovietica | Cecoslovacchia      | Giappone            |
| 1965 | Coppa del Mondo maschile di pallavolo 1965     | Polonia               | Unione Sovietica | Polonia             | Cecoslovacchia      |
| 1966 | Campionato mondiale maschile di pallavolo 1966 | Cecoslovacchia        | Cecoslovacchia   | Romania             | Unione Sovietica    |
| 1968 | Olimpiadi di Città del Messico 1968            | Messico               | Unione Sovietica | Giappone            | Cecoslovacchia      |
| 1969 | Coppa del Mondo maschile di pallavolo 1969     | Germania Est          | Germania Est     | Giappone            | Unione Sovietica    |
| 1970 | Campionato mondiale maschile di pallavolo 1970 | Bulgaria              | Germania Est     | Bulgaria            | Giappone            |
| 1972 | Olimpiadi di Monaco 1972                       | Germania Ovest        | Giappone         | Germania Est        | Unione Sovietica    |
| 1974 | Campionato mondiale maschile di pallavolo 1974 | Messico               | Polonia          | Unione Sovietica    | Giappone            |
| 1976 | Olimpiadi di Montréal 1976                     | Canada                | Polonia          | Unione Sovietica    | Cuba                |
| 1977 | Coppa del Mondo maschile di pallavolo 1977     | Giappone              | Unione Sovietica | Giappone            | Cuba                |
| 1978 | Campionato mondiale maschile di pallavolo 1978 | Italia                | Unione Sovietica | Italia              | Cuba                |
| 1980 | Olimpiadi di Mosca 1980                        | Unione Sovietica      | Unione Sovietica | Bulgaria            | Romania             |
| 1981 | Coppa del Mondo maschile di pallavolo 1981     | Giappone              | Unione Sovietica | Cuba                | Brasile             |
| 1982 | Campionato mondiale maschile di pallavolo 1982 | Argentina             | Unione Sovietica | Brasile             | Argentina           |
| 1984 | Olimpiadi di Los Angeles 1984                  | Stati Uniti d'America | Stati Uniti      | Brasile             | Italia              |
| 1985 | Coppa del Mondo maschile di pallavolo 1985     | Giappone              | Stati Uniti      | Unione Sovietica    | Cecoslovacchia      |
| 1986 | Campionato mondiale maschile di pallavolo 1986 | Francia               | Stati Uniti      | Unione Sovietica    | Bulgaria            |
| 1988 | Olimpiadi di Seul 1988                         | Corea del Sud         | Stati Uniti      | Unione Sovietica    | Argentina           |
| 1988 | World Top Four maschile 1988                   | Giappone              | Unione Sovietica | Stati Uniti         | Argentina           |
| 1989 | Coppa del Mondo maschile di pallavolo 1989     | Giappone              | Cuba             | Italia              | Unione Sovietica    |
| 1990 | World League 1990                              | Giappone              | Italia           | Paesi Bassi         | Brasile             |
| 1990 | Campionato mondiale maschile di pallavolo 1990 | Brasile               | Italia           | Cuba                | Unione Sovietica    |
| 1990 | World Top Four maschile 1990                   | Giappone              | Unione Sovietica | Italia              | Cuba                |
| 1991 | World League 1991                              | Italia                | Italia           | Cuba                | Unione Sovietica    |
| 1991 | Coppa del Mondo maschile di pallavolo 1991     | Giappone              | Unione Sovietica | Cuba                | Stati Uniti         |
| 1992 | World League 1992                              | Italia                | Italia           | Cuba                | Stati Uniti         |
| 1992 | Olimpiadi di Barcellona 1992                   | Spagna                | Brasile          | Paesi Bassi         | Stati Uniti         |
| 1992 | World Top Four maschile 1992                   | Giappone              | Brasile          | Paesi Bassi         | Giappone            |
| 1993 | World League 1993                              | Brasile               | Brasile          | Russia              | Italia              |
| 1993 | Grand Champions Cup 1993                       | Giappone              | Italia           | Brasile             | Cuba                |
| 1994 | World League 1994                              | Italia                | Italia           | Cuba                | Brasile             |
| 1994 | Campionato mondiale maschile di pallavolo 1994 | Grecia                | Italia           | Paesi Bassi         | Stati Uniti         |
| 1994 | World Top Four maschile 1994                   | Giappone              | Italia           | Paesi Bassi         | Giappone            |
| 1995 | World League 1995                              | Brasile               | Italia           | Brasile             | Cuba                |
| 1995 | Coppa del Mondo maschile di pallavolo 1995     | Giappone              | Italia           | Paesi Bassi         | Brasile             |
| 1996 | World Super Challenge 1996                     | Giappone              | Italia           | Paesi Bassi         | Jugoslavia          |
| 1996 | World League 1996                              | Paesi Bassi           | Paesi Bassi      | Italia              | Russia              |
| 1996 | Olimpiadi di Atlanta 1996                      | Stati Uniti           | Paesi Bassi      | Italia              | Jugoslavia          |
| 1997 | World League 1997                              | Russia                | Italia           | Cuba                | Russia              |
| 1997 | Grand Champions Cup 1997                       | Giappone              | Brasile          | Paesi Bassi         | Cuba                |
| 1998 | World League 1998                              | Italia                | Cuba             | Russia              | Paesi Bassi         |
| 1998 | Campionato mondiale maschile di pallavolo 1998 | Giappone              | Italia           | Jugoslavia          | Cuba                |
| 1999 | World League 1999                              | Argentina             | Italia           | Cuba                | Brasile             |
| 1999 | Coppa del Mondo maschile di pallavolo 1999     | Giappone              | Russia           | Cuba                | Italia              |
| 2000 | World League 2000                              | Paesi Bassi           | Italia           | Russia              | Brasile             |
| 2000 | Olimpiadi di Sidney 2000                       | Australia             | Jugoslavia       | Russia              | Italia              |
| 2001 | World League 2001                              | Polonia               | Brasile          | Italia              | Russia              |
| 2001 | Grand Champions Cup 2001                       | Giappone              | Cuba             | Brasile             | Jugoslavia          |
| 2002 | World League 2002                              | Brasile               | Russia           | Brasile             | Jugoslavia          |
| 2002 | Campionato mondiale maschile di pallavolo 2002 | Argentina             | Brasile          | Russia              | Francia             |
| 2003 | World League 2003                              | Spagna                | Brasile          | Serbia e Montenegro | Italia              |
| 2003 | Coppa del Mondo maschile di pallavolo 2003     | Giappone              | Brasile          | Italia              | Serbia e Montenegro |
| 2004 | World League 2004                              | Italia                | Brasile          | Italia              | Serbia e Montenegro |
| 2004 | Olimpiadi di Atene 2004                        | Grecia                | Brasile          | Italia              | Russia              |
| 2005 | World League 2005                              | Serbia e Montenegro   | Brasile          | Serbia e Montenegro | Cuba                |
| 2005 | Grand Champions Cup 2005                       | Giappone              | Brasile          | Stati Uniti         | Italia              |
| 2006 | World League 2006                              | Russia                | Brasile          | Francia             | Russia              |
| 2006 | Campionato mondiale maschile di pallavolo 2006 | Giappone              | Brasile          | Polonia             | Bulgaria            |
| 2007 | World League 2007                              | Polonia               | Brasile          | Russia              | Stati Uniti         |
| 2007 | Coppa del Mondo maschile di pallavolo 2007     | Giappone              | Brasile          | Russia              | Bulgaria            |
| 2008 | World League 2008                              | Brasile               | Stati Uniti      | Serbia              | Russia              |
| 2008 | Olimpiadi di Pechino 2008                      | Cina                  | Stati Uniti      | Brasile             | Russia              |
| 2009 | World League di pallavolo 2009                 | Serbia                | Brasile          | Serbia              | Russia              |
| 2009 | Grand Champions Cup maschile 2009              | Giappone              | Brasile          | Cuba                | Giappone            |
| 2010 | World League di pallavolo 2010                 | Argentina             | Brasile          | Russia              | Serbia              |
| 2010 | Campionato mondiale maschile di pallavolo 2010 | Italia                | Brasile          | Cuba                | Serbia              |
| 2011 | World League di pallavolo 2011                 | Polonia               | Russia           | Brasile             | Polonia             |
| 2011 | World Cup 2011                                 | Giappone              | Russia           | Polonia             | Brasile             |
| 2012 | World League di pallavolo 2012                 | Bulgaria              | Polonia          | Stati Uniti         | Cuba                |
| 2012 | Olimpiadi di Londra 2012                       | Regno Unito           | Russia           | Brasile             | Italia              |
| 2013 | World League di pallavolo 2013                 | Argentina             | Russia           | Brasile             | Italia              |
| 2013 | Grand Champions Cup maschile 2013              | Giappone              | Brasile          | Russia              | Italia              |
| 2014 | World League di pallavolo 2014                 | Italia                | Stati Uniti      | Brasile             | Italia              |
| 2014 | Campionato mondiale maschile di pallavolo 2014 | Polonia               | Polonia          | Brasile             | Germania            |
| 2015 | World League di pallavolo 2015                 | Brasile               | Francia          | Serbia              | Stati Uniti         |
| 2015 | World Cup 2015                                 | Giappone              | Stati Uniti      | Italia              | Polonia             |
| 2016 | World League di pallavolo 2016                 | Polonia               | Serbia           | Brasile             | Francia             |
| 2016 | Olimpiadi di Rio de Janeiro 2016               | Brasile               | Brasile          | Italia              | Stati Uniti         |
| 2017 | World League di pallavolo 2017                 | Brasile               | Francia          | Brasile             | Canada              |
| 2017 | Grand Champions Cup maschile 2017              | Giappone              | Brasile          | Italia              | Iran                |
| 2018 | VNL 2018                                       | Francia               | Russia           | Francia             | Stati Uniti         |
| 2018 | Campionato mondiale maschile di pallavolo 2018 | Italia Bulgaria       | Polonia          | Brasile             | Stati Uniti         |
| 2019 | VNL 2019                                       | Stati Uniti           | Russia           | Stati Uniti         | Polonia             |
| 2019 | World Cup 2019                                 | Giappone              | Brasile          | Polonia             | Stati Uniti         |
| 2021 | VNL 2021                                       | Italia                | Brasile          | Polonia             | Francia             |
| 2021 | Olimpiadi di Tokyo 2020                        | Giappone              | Francia          | Russia              | Argentina           |
| 2022 | VNL 2022                                       | Italia                | Francia          | Stati Uniti         | Polonia             |
| 2022 | Campionato mondiale maschile di pallavolo 2022 | Polonia Slovenia      | Italia           | Polonia             | Brasile             |
| 2023 | VNL 2023                                       | Polonia               | Polonia          | Stati Uniti         | Giappone            |
| 2024 | VNL 2024                                       | Polonia               | Francia          | Giappone            | Polonia             |
| 2024 | Olimpiadi di Parigi 2024                       | Francia               | Francia          | Polonia             | Stati Uniti         |

### Medagliere maschile
(Aggiornato nel settembre 2021)
| Pos. | Squadra                               | 1º posto | 2º posto | 3º posto | Totale |
| ---- | ------------------------------------- | -------- | -------- | -------- | ------ |
| 1    | Brasile                               | 25       | 15       | 8        | 48     |
| 2    | Italia                                | 16       | 12       | 10       | 38     |
| 3    | Unione Sovietica                      | 15       | 5        | 7        | 27     |
| 4    | Russia                                | 8        | 10       | 8        | 26     |
| 5    | Stati Uniti                           | 8        | 6        | 11       | 25     |
| 6    | Polonia                               | 6        | 7        | 5        | 18     |
| 7    | Francia                               | 6        | 2        | 3        | 11     |
| 8    | Cuba                                  | 3        | 11       | 10       | 24     |
| 9    | Paesi Bassi                           | 2        | 8        | 1        | 11     |
| 10   | Jugoslavia Serbia e Montenegro Serbia | 2        | 6        | 8        | 16     |
| 11   | Cecoslovacchia                        | 2        | 5        | 3        | 10     |
| 12   | Germania Est                          | 2        | 1        | 0        | 3      |
| 13   | Giappone                              | 1        | 4        | 7        | 12     |
| 14   | Bulgaria                              | 0        | 2        | 5        | 7      |
| 15   | Romania                               | 0        | 2        | 3        | 5      |
| 16   | Argentina                             | 0        | 0        | 4        | 4      |
| 17   | Germania                              | 0        | 0        | 1        | 1      |
| 17   | Canada                                | 0        | 0        | 1        | 1      |
| 17   | Iran                                  | 0        | 0        | 1        | 1      |

## Femminile
| Anno | Competizione                                    | Organizzatore       | Vincitore        | Seconda           | Terza               |
| ---- | ----------------------------------------------- | ------------------- | ---------------- | ----------------- | ------------------- |
| 1952 | Campionato mondiale femminile di pallavolo 1952 | Unione Sovietica    | Unione Sovietica | Polonia           | Cecoslovacchia      |
| 1956 | Campionato mondiale femminile di pallavolo 1956 | Francia             | Unione Sovietica | Romania           | Polonia             |
| 1960 | Campionato mondiale femminile di pallavolo 1960 | Brasile             | Unione Sovietica | Giappone          | Cecoslovacchia      |
| 1962 | Campionato mondiale femminile di pallavolo 1962 | URSS                | Giappone         | Unione Sovietica  | Polonia             |
| 1964 | Olimpiadi di Tokyo 1964                         | Giappone            | Giappone         | Unione Sovietica  | Polonia             |
| 1967 | Campionato mondiale femminile di pallavolo 1967 | Giappone            | Giappone         | Stati Uniti       | Corea del Sud       |
| 1968 | Olimpiadi di Città del Messico 1968             | Messico             | Unione Sovietica | Giappone          | Polonia             |
| 1970 | Campionato mondiale femminile di pallavolo 1970 | Bulgaria            | Unione Sovietica | Giappone          | Corea del Nord      |
| 1972 | Olimpiadi di Monaco 1972                        | Germania Ovest      | Unione Sovietica | Giappone          | Corea del Nord      |
| 1973 | World Cup 1973                                  | Giappone            | Unione Sovietica | Giappone          | Corea del Sud       |
| 1974 | Campionato mondiale femminile di pallavolo 1974 | Messico             | Giappone         | Unione Sovietica  | Corea del Sud       |
| 1976 | Olimpiadi di Montréal 1976                      | Canada              | Giappone         | Unione Sovietica  | Corea del Sud       |
| 1977 | World Cup 1977                                  | Giappone            | Giappone         | Cuba              | Corea del Sud       |
| 1978 | Campionato mondiale femminile di pallavolo 1978 | URSS                | Cuba             | Giappone          | Unione Sovietica    |
| 1980 | Olimpiadi di Mosca 1980                         | URSS                | Unione Sovietica | Germania Est      | Bulgaria            |
| 1981 | World Cup 1981                                  | Giappone            | Cina             | Giappone          | Unione Sovietica    |
| 1982 | Campionato mondiale femminile di pallavolo 1982 | Perù                | Cina             | Perù              | Stati Uniti         |
| 1984 | Olimpiadi di Los Angeles 1984                   | Stati Uniti         | Cina             | Stati Uniti       | Giappone            |
| 1985 | World Cup 1985                                  | Giappone            | Cina             | Cuba              | Unione Sovietica    |
| 1986 | Campionato mondiale femminile di pallavolo 1986 | Cecoslovacchia      | Cina             | Cuba              | Perù                |
| 1988 | Olimpiadi di Seul 1988                          | Corea del Sud       | Unione Sovietica | Perù              | Cina                |
| 1988 | World Top Four femminile 1988                   | Giappone            | Cina             | Unione Sovietica  | Perù                |
| 1989 | World Cup 1989                                  | Giappone            | Cuba             | Unione Sovietica  | Cina                |
| 1990 | Campionato mondiale femminile di pallavolo 1990 | Cina                | Unione Sovietica | Cina              | Stati Uniti         |
| 1990 | World Top Four femminile 1990                   | Giappone            | Unione Sovietica | Cina              | Giappone            |
| 1991 | World Cup 1991                                  | Giappone            | Cuba             | Cina              | Unione Sovietica    |
| 1992 | Olimpiadi di Barcellona 1992                    | Spagna              | Cuba             | Squadra Unificata | Stati Uniti         |
| 1992 | World Top Four femminile 1992                   | Giappone            | Cuba             | Giappone          | Stati Uniti         |
| 1993 | Grand Prix 1993                                 | Hong Kong           | Cuba             | Cina              | Russia              |
| 1993 | Grand Champions Cup femminile 1993              | Giappone            | Cuba             | Cina              | Russia              |
| 1994 | Grand Prix 1994                                 | Cina                | Brasile          | Cuba              | Cina                |
| 1994 | Campionato mondiale femminile di pallavolo 1994 | Brasile             | Cuba             | Brasile           | Russia              |
| 1994 | World Top Four femminile 1994                   | Giappone            | Cuba             | Brasile           | Russia              |
| 1995 | Grand Prix 1995                                 | Cina                | Stati Uniti      | Brasile           | Cuba                |
| 1995 | World Cup 1995                                  | Giappone            | Cuba             | Brasile           | Cina                |
| 1996 | World Super Challenge 1996                      | Giappone            | Cina             | Cuba              | Brasile             |
| 1996 | Grand Prix 1996                                 | Cina                | Brasile          | Cuba              | Russia              |
| 1996 | Olimpiadi di Atlanta 1996                       | Stati Uniti         | Cuba             | Cina              | Brasile             |
| 1997 | Grand Prix 1997                                 | Giappone            | Russia           | Cuba              | Corea del Sud       |
| 1997 | Grand Champions Cup femminile 1997              | Giappone            | Russia           | Cuba              | Brasile             |
| 1998 | Grand Prix 1998                                 | Cina                | Brasile          | Russia            | Cuba                |
| 1998 | Campionato mondiale femminile di pallavolo 1998 | Giappone            | Cuba             | Cina              | Russia              |
| 1999 | Grand Prix 1999                                 | Cina                | Russia           | Brasile           | Cina                |
| 1999 | World Cup 1999                                  | Giappone            | Cuba             | Russia            | Brasile             |
| 2000 | Grand Prix 2000                                 | Filippine           | Cuba             | Russia            | Brasile             |
| 2000 | Olimpiadi di Sidney 2000                        | Australia           | Cuba             | Russia            | Brasile             |
| 2001 | Grand Prix 2001                                 | Cina                | Stati Uniti      | Cina              | Russia              |
| 2001 | Grand Champions Cup femminile 2001              | Giappone            | Cina             | Russia            | Giappone            |
| 2002 | Grand Prix 2002                                 | Cina                | Russia           | Cina              | Germania            |
| 2002 | Campionato mondiale femminile di pallavolo 2002 | Germania            | Italia           | Stati Uniti       | Russia              |
| 2003 | Grand Prix 2003                                 | Italia              | Cina             | Russia            | Stati Uniti         |
| 2003 | World Cup 2003                                  | Giappone            | Cina             | Brasile           | Stati Uniti         |
| 2004 | Grand Prix 2004                                 | Italia              | Brasile          | Italia            | Stati Uniti         |
| 2004 | Olimpiadi di Atene 2004                         | Grecia              | Cina             | Russia            | Cuba                |
| 2005 | Grand Prix 2005                                 | Giappone            | Brasile          | Italia            | Cina                |
| 2005 | Grand Champions Cup femminile 2005              | Giappone            | Brasile          | Stati Uniti       | Cina                |
| 2006 | Grand Prix 2006                                 | Italia              | Brasile          | Russia            | Italia              |
| 2006 | Campionato mondiale femminile di pallavolo 2006 | Giappone            | Russia           | Brasile           | Serbia e Montenegro |
| 2007 | Grand Prix 2007                                 | Cina                | Paesi Bassi      | Cina              | Italia              |
| 2007 | World Cup 2007                                  | Giappone            | Italia           | Brasile           | Stati Uniti         |
| 2008 | Grand Prix 2008                                 | Giappone            | Brasile          | Cuba              | Italia              |
| 2008 | Olimpiadi di Pechino 2008                       | Cina                | Brasile          | Stati Uniti       | Cina                |
| 2009 | Grand Prix 2009                                 | Giappone            | Brasile          | Russia            | Germania            |
| 2009 | Grand Champions Cup femminile 2009              | Giappone            | Italia           | Brasile           | Rep. Dominicana     |
| 2010 | Grand Prix 2010                                 | Cina                | Stati Uniti      | Brasile           | Italia              |
| 2010 | Campionato mondiale femminile di pallavolo 2010 | Giappone            | Russia           | Brasile           | Giappone            |
| 2011 | Grand Prix 2011                                 | Macao               | Stati Uniti      | Brasile           | Serbia              |
| 2011 | World Cup 2011                                  | Giappone            | Italia           | Stati Uniti       | Cina                |
| 2012 | Grand Prix 2012                                 | Cina                | Stati Uniti      | Brasile           | Turchia             |
| 2012 | Olimpiadi di Londra 2012                        | Regno Unito         | Brasile          | Stati Uniti       | Cina                |
| 2013 | Grand Prix 2013                                 | Giappone            | Brasile          | Cina              | Serbia              |
| 2013 | Grand Champions Cup femminile 2013              | Giappone            | Brasile          | Stati Uniti       | Giappone            |
| 2014 | Grand Prix 2014                                 | Giappone            | Brasile          | Giappone          | Russia              |
| 2014 | Campionato mondiale femminile di pallavolo 2014 | Italia              | Stati Uniti      | Cina              | Brasile             |
| 2015 | Grand Prix 2015                                 | Stati Uniti         | Stati Uniti      | Russia            | Brasile             |
| 2015 | World Cup 2015                                  | Giappone            | Cina             | Serbia            | Stati Uniti         |
| 2016 | Grand Prix 2016                                 | Thailandia          | Brasile          | Stati Uniti       | Paesi Bassi         |
| 2016 | Olimpiadi di Rio de Janeiro 2016                | Brasile             | Cina             | Serbia            | Stati Uniti         |
| 2017 | Grand Prix 2017                                 | Cina                | Brasile          | Italia            | Serbia              |
| 2017 | Grand Champions Cup femminile 2017              | Giappone            | Cina             | Brasile           | Stati Uniti         |
| 2018 | VNL 2018                                        | Cina                | Stati Uniti      | Turchia           | Cina                |
| 2018 | Campionato mondiale femminile di pallavolo 2018 | Giappone            | Serbia           | Italia            | Cina                |
| 2019 | VNL 2019                                        | Cina                | Stati Uniti      | Brasile           | Cina                |
| 2019 | World Cup 2019                                  | Giappone            | Cina             | Stati Uniti       | Russia              |
| 2021 | VNL 2021                                        | Italia              | Stati Uniti      | Brasile           | Turchia             |
| 2021 | Olimpiadi di Tokyo 2021                         | Giappone            | Stati Uniti      | Brasile           | Serbia              |
| 2022 | VNL 2022                                        | Turchia             | Italia           | Brasile           | Serbia              |
| 2022 | Campionato mondiale femminile di pallavolo 2022 | Paesi Bassi Polonia | Serbia           | Brasile           | Italia              |
| 2023 | VNL 2023                                        | Stati Uniti         | Turchia          | Cina              | Polonia             |
| 2024 | VNL 2024                                        | Turchia             | Italia           | Giappone          | Polonia             |
| 2024 | Olimpiadi di Parigi 2024                        | Francia             | Italia           | Stati Uniti       | Brasile             |
| 2025 | VNL 2025                                        | Polonia             | Italia           | Brasile           | Polonia             |

### Medagliere femminile
(Aggiornato nel settembre 2021)
| Pos. | Squadra                    | 1º posto | 2º posto | 3º posto | Totale |
| ---- | -------------------------- | -------- | -------- | -------- | ------ |
| 1    | Brasile                    | 16       | 18       | 9        | 43     |
| 2    | Cina                       | 15       | 12       | 12       | 39     |
| 3    | Cuba                       | 15       | 9        | 3        | 27     |
| 4    | Stati Uniti                | 11       | 11       | 11       | 33     |
| 5    | Unione Sovietica           | 11       | 6        | 4        | 21     |
| 6    | Italia                     | 7        | 4        | 5        | 16     |
| 7    | Russia                     | 6        | 10       | 10       | 26     |
| 8    | Giappone                   | 6        | 9        | 6        | 21     |
| 9    | Serbia e Montenegro Serbia | 1        | 2        | 6        | 9      |
| 10   | Paesi Bassi                | 1        | 0        | 1        | 2      |
| 11   | Perù                       | 0        | 2        | 2        | 4      |
| 12   | Polonia                    | 0        | 1        | 4        | 5      |
| 13   | Turchia                    | 0        | 1        | 2        | 3      |
| 14   | Germania Est               | 0        | 1        | 0        | 1      |
| 14   | Romania                    | 0        | 1        | 0        | 1      |
| 14   | Squadra Unificata          | 0        | 1        | 0        | 1      |
| 15   | Corea del Sud              | 0        | 0        | 6        | 6      |
| 16   | Cecoslovacchia             | 0        | 0        | 2        | 2      |
| 16   | Corea del Nord             | 0        | 0        | 2        | 2      |
| 16   | Germania                   | 0        | 0        | 2        | 2      |
| 17   | Bulgaria                   | 0        | 0        | 1        | 1      |
| 17   | Rep. Dominicana            | 0        | 0        | 1        | 1      |